# Граховчићи
Граховчићи је насељено место у Босни и Херцеговини у општини Травник. Административно припада Федерацији Босне и Херцеговине, односно њеном Средњобосанском кантону. Према попису становништва из 2013. у насељу је било 563 становника, а већинску популацију чинили су Хрвати.

## Становништво
По последњем службеном попису становништва из 2013. године у овом насељу живело је 563 становника, а село је било етнички хомогено са већинском хрватском популацијом.
| Националност | 2013. | 1991.          | 1981.          | 1971.          |
| Хрвати       | —     | 1.201 (98,85%) | 1.187 (97,30%) | 1.115 (99,64%) |
| Срби         | —     | 5 (0,41%)      | 0              | 4 (0,36%)      |
| Југословени  | —     | 5 (0,41%)      | 30 (2,46%)     | 0              |
| остали       | —     | 4 (0,33%)      | 3 (0,25%)      | 0              |
| Укупно       | 563   | 1.215          | 1.220          | 1.119          |